# 徹子と気まぐれコンチェルト
『徹子と気まぐれコンチェルト』（てつこときまぐれコンチェルト）は、1984年4月2日から1985年3月18日までNHK総合テレビで放送されたテレビ番組である。ステレオ放送。

## 概要
黒柳徹子が司会による音楽ショー番組である。クラシックからポピュラーまでさまざまな名曲を紹介し、海外の優れた音楽家が多数登場したりした。音楽と共に、黒柳らの話を交えて送る内容である。

## 放送時間
- 月曜 22:00 - 22:30[1]
- 再放送 火曜 14:20 - 14:50[1]

## 音楽ゲスト
- ジュリエット・グレコ[1]
- メラニー・ホリディ[1]
- 中村紘子[1]
- 内田光子[1]
- 布施明[1]

ほか

## トークゲスト
- マーリー・F・エイブラハム[1]
- 高峰秀子[1]
- 岸恵子[1]
- 加山雄三[1]

ほか

## オーケストラ
- 演奏 - 東京フィルハーモニー交響楽団[1]
- 指揮 - 井上道義[1]

## スタッフ
- 構成 - 井上頌一[1]
- 編曲 - 南安雄